# Józef Parnas (lekarz weterynarii)
Józef Parnas, właśc. Pernes (ur. 14 czerwca 1909 w Przemyślu, zm. 22 września 1998 w Kątach Wrocławskich) – polski lekarz weterynarii, nauczyciel akademicki, działacz komunistyczny, współtwórca Uniwersytetu Marii Curie-Skłodowskiej, jego prorektor w latach 1948–1951 oraz p.o. rektora w latach 1950–1951. 

## Życiorys
Pochodził z rodziny żydowskiej. Studia wyższe ukończył w Akademii Medycyny Weterynaryjnej we Lwowie uzyskując 16 czerwca 1933 dyplom lekarza weterynaryjnego. Po dyplomie podjął pracę lekarza wet. w Łunińcu, powiatowym miasteczku dawnego województwa poleskiego. Pełnił tam obowiązki rejonowego lekarza wet. oraz prowadził prywatną praktykę. W 1937 przyjęty został na stanowisko asystenta w Zakładzie Rozpoznawczym Wydziału Weterynaryjnego Państwowego Instytut Gospodarstwa Wiejskiego (po wojnie przekształconym w Państwowy Instytut Weterynaryjny w Puławach. Według zachowanych dokumentów, w 1939 przygotowywał się do obrony doktoratu, do której ostatecznie nie doszło z uwagi na wybuch wojny. W powojennych relacjach przedstawiał się jako doktor obroniony w latach 30., co zostało jednak zdemaskowane jako kłamstwo w latach 60..
Z chwilą wybuchu wojny opuścił Puławy i przedostał się do Lwowa, gdzie rozpoczął pracę w Zakładzie Mikrobiologii Akademii Medycyny Weterynaryjnej. Nadano mu obywatelstwo sowieckie i był członkiem WKP(b). Należał do Związku Patriotów Polskich. Na przełomie 1943 i 1944 był dowódcą polskiej specgrupy partyzanckiego Sztabu Armii Czerwonej (w stopniu majora). W sierpniu 1944 pojawił się w Lublinie, gdzie w krótkim czasie stał się jednym z organizatorów Uniwersytetu Marii Curie-Skłodowskiej, a zwłaszcza jego Wydziału Weterynaryjnego. W roku akademickim 1944/1945 pełnił obowiązki dziekana tego Wydziału. Od początku jego powstania był wykładowcą mikrobiologii weterynaryjnej w ramach Zespołu Mikrobiologii obsługującego kilka wydziałów, kierowanego przez znanego mikrobiologa prof. Ludwika Hirszfelda. Uzyskał tytuł profesora nadzwyczajnego UMCS.
W maju 1945 założył w Lublinie czasopismo Medycyna Weterynaryjna, pełniąc początkowo obowiązki redaktora naczelnego, które z końcem 1945 przekazał prof. Alfredowi Trawińskiemu. W 1948 został sekretarzem Komitetu Uczelnianego Polskiej Partii Robotniczej przy UMCS, a następnie członkiem Komitetu Uczelnianego Polskiej Zjednoczonej Partii Robotniczej na tej uczelni. Był protegowanym Jakuba Bermana. Jako pierwszy opowiedział się publicznie za upaństwowieniem PAU. W latach 1948–1949 oraz 1949-1951 był prorektorem UMCS, a od 1 stycznia 1950 do 31 grudnia 1951 był p.o. rektora Uniwersytetu. Od roku 1945 był organizatorem i kierownikiem Zakładu Higieny Weterynaryjnej w Lublinie. Od 1951 był organizatorem oraz pierwszym dyrektorem Instytutu Medycyny Pracy i Higieny Wsi w Lublinie. 
Od 1 września 1953 przeniósł się na Wydział Lekarski lubelskiej Akademii Medycznej, gdzie powierzono mu stanowisko kierownika Katedry Mikrobiologii Lekarskiej. Po śmierci Stalina i odejściu Bermana w marcu 1954 Centralna Komisja Kontroli Partyjnej PZPR udzieliła mu nagany „za przemilczanie szczegółów życiorysu”, a w 1964 wyrzucono go z PZPR „za rozkład moralny, obcość ideologiczną i szkodliwą wrogą działalność”. Odwołany został z funkcji uczelnianych. Przyczyną tych represji były ekscesy erotyczne z podległymi pracownicami, a zwłaszcza fakt złożenia donosu do ambasady Kanady na swoją byłą asystentkę, z którą romansował, a która przebywała rzekomo nielegalnie w RFN, nie wiedząc, że była ona agentem wywiadu PRL. W okresie wydarzeń marcowych 1968 został aresztowany za zdekonspirowanie swojej asystentki (agenta wywiadu) i skazany przez Okręgowy Sąd Wojskowy w Lublinie na karę 5 lat pozbawienia wolności. Przy okazji procesu wyszły na jaw fałszerstwa doktoratu i habilitacji. 
Po ułaskawieniu w 1971 otrzymał zgodę na wyjazd do Izraela. Wyjechał do Danii. Tam w Kopenhadze pracował w Serum-Institute, mającym charakter Instytutu Weterynaryjnego. W 1992 został oficjalnie zrehabilitowany w Ambasadzie Polskiej w Kopenhadze.

## Odznaczenia i wyróżnienia
Otrzymał Virtuti Militari V klasy i Krzyż Walecznych, a także sowieckie Order Czerwonej Gwiazdy, Medal Partyzancki i Medal Zwycięstwa nad Niemcami. Dwukrotnie odznaczony Krzyżem Oficerskim Orderu Odrodzenia Polski; 23 kwietnia 1946 uchwałą Prezydium Krajowej Rady Narodowej, a 22 lutego 1979 postanowieniem Prezydenta RP na uchodźstwie. W 1950 otrzymał doktorat honoris causa Akademii Weterynaryjnej w Brnie. W 1951 został odznaczony Złotym Krzyżem Zasługi.